# ブローバイガス
ブローバイガス(英: blowby gas)は、内燃機関においてピストンとシリンダー壁の間隙から漏れ出す気体である。

## 概要
ブローバイガスは、燃焼行程で高圧となった燃焼ガス（排気）や未燃焼の混合気がピストンリング（コンプレッションリング）のシール能力を超えて間隙からクランクケースに漏れ出したものである。
古くはブリーザーパイプを通じて大気に解放されていたが、大気汚染の原因になることから､公道を走行する自動車では、クランクケースを密閉式として内部に溜まるブローバイガスを吸気管に還流させ、新しい吸気（新気）と混ぜて再び燃焼室に送る構造を採ることが法律で定められている。日本産業規格 (JIS D0108) では「ブローバイガス」と定められている。
同様のクランク室への漏洩は、空調用や空気・ガス用の圧縮機でも生じ、これも「ブローバイガス」という。密閉式クランクケースからブローバイガスを吸気管に還流させることが多いが、無給油式空気圧縮機に限っては漏洩が環境に影響しないことから、開放型のクランクケースで大気開放とすることもある。